# 帕特里夏·戴维斯
帕特里夏·戴维斯（英語：Patricia Davies，1956年12月5日—），津巴布韦女子曲棍球运动员。她曾代表津巴布韦国家队参加1980年夏季奥林匹克运动会曲棍球比赛，获得一枚金牌。